# Ambasadori
Ambasadori fue un grupo de pop yugoslavo formado en Sarajevo (actual Bosnia y Herzegovina) y activo entre 1968 y 1980. 
Ambasadori fue fundada en 1968 por el guitarrista Slobodan Vujović, impulsor y principal compositor del grupo durante toda su trayectoria. Desde el principio, la mayor parte de su actividad se centró en participar en diversos festivales de pop schlager por toda la antigua Yugoslavia. Pronto empezaron a publicar las canciones con las que participaban en vinilos de 7 pulgadas. Su primer álbum vio la luz en 1971: "Plačem za tvojim usnama" / "Zapjevaj" bajo el sello Beograd Disk.
Fueron conocidos por su exitoso sencillo de 1975 "Zemljo moja" ("Mi tierra", una canción patriótica dedicada a los trabajadores yugoslavos que abandonaban su país en busca de mejores oportunidades de empleo en Europa Occidental) y por haber representado a la antigua Yugoslavia en el Festival de la Canción de Eurovisión 1976 con la canción "Ne mogu skriti svoju bol". Dos de sus vocalistas, Zdravko Čolić (que cantó con el grupo desde 1969 hasta 1971) y Hari Varešanović (desde 1979 hasta 1980), alcanzaron posteriormente el estrellato en el pop yugoslavo en sus respectivas carreras en solitario.
Otros miembros de la banda fueron el trompetista Krešimir Vlašić "Keco", la cantante Ismeta Dervoz (ex de Kodeksi), el batería Perica Stojanović (ex de Jutro), el organista Vlado Pravdić, el bajista Ivica Vinković, etc.

## Festival de la Canción de Eurovisión 1976
Ambasadori representó a la República Federativa Socialista de Yugoslavia en el Festival de la Canción de Eurovisión 1976, celebrado en La Haya (Países Bajos), con la canción Ne mogu skriti svoj bol ("No puedo ocultar mi dolor"), con letra de Slobodan Đurašović, música de Slobodan Vujović y orquestación de Esad Arnautalić. Se trataba de una balada romántica sobre una mujer que sufre de amor y que no puede ocultar su dolor por haberlo perdido y quiere que su antiguo amante se acuerde de ella. Fue la decimoctava y última que se interpretó en la noche del festival, tras la canción francesa "Un, Deux, Trois", interpretada por Catherine Ferry. 
La canción quedó en penúltimo lugar entre los 18 países participantes, con sólo 10 puntos. Este decepcionante resultado provocó muchas reacciones negativas en el país y precipitó su retirada del concurso durante cinco años.

## Músicos
| - Miroslav Balta - Zdravko Čolić - Ismeta Dervoz - Krvavac - Jasna Gospić - Hajrudin Varešanović - Robert Ivanović - Vladimir Pravdić - Sead Džumhur - Miroslav Maraus - Sinan Alimanović - Neven Pocrnjić - Ranko Rihtman - Damir Jurišić - Darko Arkus - Slavko Jerković - Zlatko Hold - Ivan Vinković - Enes Bajramović - Hrvoje Tikvicki - Nenad Čikojević - Edo Bogeljić - Nazif Dinarević | - Tihomir Dolewek - Perica Stojanović - Miroslav Šaranović - Sead Avdić - Dragan Nikačević - Velibor Čolović - Ivica Sindičić - Andrej Stafanović - Srdjan Stefanović - Krešimir Vlašić - Slobodan Vujović |

## Discografía

### Álbumes de estudio y compilaciones
- Ambasadori (Diskoton, 1975)
- Ambasadori 72-76 (Diskoton, compilación de 1977)
- Dao sam ti što se moglo dati (Diskoton, 1980)

### Sencillos y EP
- Plačem za usnama tvojim / Zapjevaj (Beograd Disk, 1971)
- Srce te želi / Kao rijeka (PGP Radio Kruševac, 1973)
- Sviraj mi, sviraj / Sve što kaže mama (PGP Radio Kruševac, 1973)
- Negdje na nekom moru / Lijepe riječi (Diskoton, 1974)
- Susret / Znam (Diskoton, 1974)
- Pustite da sanjam / Jedan stih (Diskoton, 1975)
- Zemljo moja / Budi s njom (Diskoton, 1975)
- Noćas mi se pjesma piše / Ne mogu skriti svoj bol (Diskoton, 1976)
- Usne imam da ga ljubim / Prazan je moj dom (Diskoton, 1976)
- Dođi u pet do pet / Jer želim sada sve da znam (Diskoton, 1977)
- Zaboravimo sve (Diskoton, 1977)
- Otkriću ti jednu važnu stvar / Ne budi me noću kad sanjam (Diskoton, 1978)
- Tri bijela kruga / Mala luka (Diskoton, 1978)

### Otros
- Moć ljubavi / Staza prema suncu (Diskoton, 1974)
- Kočijašu stani malo (Diskoton, 1975)
- Između jave i sna / Krug (Diskoton, 1977)